# Brad Kavanagh
Brad Lewis Kavanagh (Whitehaven, Cumbria, 1992. augusztus 21. –) angol színész, énekes, dalszerző, 
Leghíresebb szerepe Fabian Rutter a Nickelodeon Anubisz házának rejtélyei című tévésorozatában.

## Fiatalkora
Brad Kavanagh a Lake Districten született, Észak-Angliában. Az iskolában alig volt barátja, mindenki kiközösítette. Hatévesen kezdett a színészet felé kacsintgatni. Brad Kavanagh gyerekkorában, Cumbria helyi színjátszókörében lépett színpadra először. Első sikerét 11 évesen szerezte a West Enden, a Billy Elliot című musicalben, ahol Billy legjobb barátját, Michaelt alakította. A mai napig hazajár kisegíteni a színjátszókört és meglátogatni régi barátait.
Együtt járt Samantha Dorrance-szel, de már szakítottak. Egy húga és egy öccse van, Gracey és Reece.

## Pályafutása
2008-ban műsorvezetőként tűnt fel az angol Disney Chanel My School Musical című tehetségkutatójában.
2009-ben Kavanagh részt vett az Undercover Coach és a My Camp Rock című produkciókban. Ő vezette a Jonas Brothers 3D premierjét az Egyesült Királyságban. Zsűrizett a Hannah-Okeban, egy tehetségkutatóban, ahol a jelentkezők Hannah Montana dalokat énekelnek. Szintén feltűnik az amerikai Pass The Plateben.
2010-ben kiválasztották egy főszerepre, Fabian Rutter szerepére a Nickelodeon Anubisz házának rejtélyei című sorozatában. A sorozat sikerének köszönhetően feltűnése óta dolgozik a Nickelodeonnak különféle projektekben.
2013. május 21-én a Nickelodeon bejelentette a Anubisz házának rejtélyei másfél órás különleges epizódját, Ra próbaköve címen, amiben Kavanagh ismét ebben a szerepben tűnt fel.

## Filmjei
| Év          | Cím                                      | Szerep        | Megjegyzés                          |
| ----------- | ---------------------------------------- | ------------- | ----------------------------------- |
| 2007–2008   | As the Bell Rings                        | Dylan         | a második évadban jelent meg        |
| 2008        | My School Musical                        | önmaga        | Samantha Dorrance társműsorvezetője |
| 2008        | Disney Channel Games                     | önmaga        |                                     |
| 2009        | Pass the Plate                           | önmaga        | 1 epizód erejéig                    |
| 2009        | My Camp Rock                             | önmaga        | műsorvezető                         |
| 2009        | Jonas Brothers: Live in London           | önmaga        |                                     |
| 2009        | Undercover Coach                         | önmaga        |                                     |
| 2009        | Hannah-Oke                               | önmaga        | zsűri                               |
| 2009        | Jonas Brothers 3D Movie Premiere         | önmaga        |                                     |
| 2009        | Life Bites                               | Brad          | 4 epizód erejéig                    |
| 2011        | Dani's House                             | Marco         | 1 epizód erejéig                    |
| 2011 óta    | Anubisz házának rejtélyei                | Fabian Rutter | az egyik főszereplő                 |
| 2011 & 2013 | Anubis Unlocked                          | önmaga        |                                     |
| 2013        | Anubisz házának rejtélyei': Ra próbaköve | Fabian Rutter | az egyik főszereplő                 |

## Zene
Brad Kavanagh tizenhét számot rögzített eddig, az elsők az As the Bell Rings (jelentése: Ahogy a harang szól) és a Right Time (jelentése: Zúgásidő). Mindkettőt naponta többször játszotta a Disney Channel.

### Dalai
| Év        | Cím                              | Megjegyzés                                              |
| --------- | -------------------------------- | ------------------------------------------------------- |
| 2007-2008 | "As the Bell Rings"              | a Disney As the Bell Rings című műsorához írta          |
| 2008      | "Right Time"                     | Tom Nichols írta                                        |
| 2008      | "Here I Am"                      | eredetileg a 2008-as Disney film, a Camp Rock betétdala |
| 2011      | "We Shall Overcome"              | Tasie Dhanraj társaságában                              |
| 2012      | "You I See"                      | saját dala                                              |
| 2012      | "Lego House"                     | eredetileg Ed Sheeran dala                              |
| 2012      | "Haven't Met You Yet"            | eredetileg Michael Buble dala                           |
| 2012      | "Be Mine Tonight" (Groove Me)    | saját dala                                              |
| 2012      | "Vultures"                       | eredetileg John Mayer dala                              |
| 2012      | "Waiting On The World To Change" | eredetileg John Mayer dala                              |
| 2012      | "Rose Garden"                    | eredetileg Nick Jonas és a The Administraton dala       |
| 2012      | "Heartbrake Warfare"             | eredetileg John Mayer dala                              |
| 2012      | "Always the Quiet ones"          | Brad Kavanagh, Rick Parkhouse és George Tizzard írták   |
| 2012      | "Never Let Her Slip Away"        | eredetileg Andrew Gold dala                             |
| 2013      | "One in a million"               | saját dala                                              |
| 2013      | "Window"                         | saját dala                                              |
| 2013      | "On My Mind"                     | Brad Kavanagh, Rick Parkhouse és George Tizzard írták   |
| 2013      | "Heartbreaker"                   | eredetileg Justin Bieber dala                           |
| 2013      | "Story Of My Life"               | eredetileg a One Direction dala                         |
| 2013      | "Julliet"                        | eredetileg a Lawson dala                                |

## Díjak és jelölések
| Év   | Díj                                | Kategória                                        | Jelölt                    | Eredmény |  |
| ---- | ---------------------------------- | ------------------------------------------------ | ------------------------- | -------- |  |
| 2012 | Nickelodeon UK Kids' Choice Awards | az Egyesült Királyság legkedveltebb színésze     | Anubisz házának rejtélyei | Jelölve  |  |
| 2013 | Nickelodeon UK Kids' Choice Awards | az Egyesült Királyság legkedveltebb tévésorozata | Anubisz házának rejtélyei | Elnyerte |  |